# ФК Пролетер Банатски Карловац
Фудбалски клуб Пролетер је фудбалски клуб из Банатског Карловца, Србија. Основан је фебруара 1946. године, а један од главних оснивача био је Арон Бокшан-Бата. Званична клупска боја је црвена. Пролетер се данас такмичи у Војвођанскoj лиги Исток, четвртом такмичарском рангу српског фудбала. 

## Историја
Највећи успех клуба је играње у трећем рангу такмичења бивше Југославије. Прво у сезони 1957/58. у тадашњој Банатској лиги, али је одмах напушта због реорганизације. Други пут трећелигаш Пролетер је био у сезони 1986/87, међутим и то је играо само једно лето, јер је испао као последњепласирана екипа. Кроз историју клуб је највише пута био „четвртолигаш“ у Банатској, Јужнобанатској А, и Војвођанској лиги.